# Декабристи

Повстання 14 грудня 1825 року

Декабри́сти — перші дворяни-революціонери, які 14 (26) грудня 1825 року за допомогою зброї прагнули встановити в Російській імперії конституційний лад.
Вони боролися за повалення царату та скасування кріпацтва. Основні гасла декабристів були гаслами соціальної революції, яка змітає феодалізм і дає можливість розвинутися капіталізму. Особливістю російського історичного розвитку було те, що почин у боротьбі проти феодалізму взяли на себе революціонери з дворян.
Основною причиною декабристського руху стала криза феодально-кріпосницької системи, франко-російська війна 1812 року, яка призвела до активного поширення західноєвропейських ідей, глибшого ознайомлення з соціальним та політичним життям Європи. Цілі рухи декабристів відображали історичні завдання, що виникли у розвитку Росії того часу. Рух декабристів виник на підґрунті російської дійсності.

## Ранні переддекабристські організації
Першому таємному товариству декабристів передувало створення більш ранніх організацій. Всі вони послужили школою майбутнього руху, його безпосередньою передумовою.
Після війни 1812 року виникають 4 ранні переддекабрістскі організації: дві офіцерські артілі: в Семенівському полку, серед офіцерів Головного штабу (Священна артіль), Кам'янець-Подільський гурток Володимира Раєвського та Товариство російських лицарів Михайла Орлова та Матвія Дмитрієва-Мамонова.
Про Семенівську артіль свідчить декабрист Іван Якушкін — один із її засновників. Вона склалася в гвардійському Семенівському полку в 1814 році, коли гвардія з Парижа рушила до Петербурга. У артіль входило, за спогадами І. Д. Якушкіна, 15 — 20 офіцерів, які щодня обідали разом. Після обіду вони грали в шахи, читали вголос іноземні газети та стежили за подіями в Європі (таке проведення часу було нововведенням). Полковий командир генерал Потьомкін пропагував артелі, але через кілька місяців після виникнення артілі Олександр I наказав йому припинити існування артілі, зауважиши, що такі збіговиська офіцерів йому дуже не подобаються.
Офіцерську Священну артіль заснував офіцер Генерального штабу Олександр Миколайович Муравйов. Створення офіцерської артілі було справою звичайною. Новим було спілкування ідейного характеру і виникнення ознак політичного об'єднання. Іван Пущин писав: «Постійні наші бесіди про предмети громадські, про зло існуючого в нас порядку речей і про можливість зміни, бажаної багатьма потай, надзвичайно зблизили мене з цим мислячим гуртком.»
Товариство («Орден») російських лицарів засновано в 1814 році за задумом генерал-майора Михайла Орлова. До «Ордена» були причетні племінник російського просвітника М. І. Новикова — Михайло Новиков, поет-партизан Денис Давидов, Микола Тургенєв. «Пункти вчення, що викладається у внутрішньому Ордені» (рос. «Пункты преподаваемого во внутреннем Ордене учения», оригінальний текст), написані рукою Михайла Орлова, містять конституційний проєкт поміркованого змісту.

## Таємні товариства декабристів

### Союз спасіння
1816 року був створений Союз спасіння (Союз порятунку), таємна організація, яка ставила за мету шляхом військового перевороту встановити конституційну монархію та скасувати кріпосне право. До складу організації входили 30 осіб, серед яких були Сергій Трубецькой і Павло Пестель. Але єдності між членами товариства не було, що призвело до його розпаду.

### Союз благоденства
На основі Союзу спасіння створено 1818 року Союз благоденства з членством понад 200 осіб. Центральні органи містилися спочатку в Москві, а потім у Петербурзі. Товариство мало філії у Кишиневі, Тульчині, Полтаві.

### Виникнення Південного і Північного товариств
1821 року внаслідок реорганізації своїх об'єднань майбутні декабристи створили два осередки: Північне товариство з центром у Петербурзі та Південне, засноване в Тульчині (з 1821 керівниками були П. І. Пестель, М. П. Бестужев-Рюмін, С. І. Муравйов-Апостол, С. Г. Волконський та ін.). Незабаром, крім Тульчинської управи, були засновані ще Кам'янська на чолі з В. Л. Давидовим та С. Г. Волконським та Васильківська, яку очолив С. І. Муравйов-Апостол . Хоч учасники таємних товариств обговорювали й узгоджували питання спільних дій, між двома організаціями були значні розходження. Південне товариство було радикальніше за Північне, яке обмежувалося у своїх планах поваленням абсолютизму й установленням конституційної монархії.

### Товариство об'єднаних слов'ян
Водночас з Південним товариством в Україні діяла ще одна таємна організація — Товариство об'єднаних слов'ян, утворена братами Андрієм і Петро Борисовими та Юліаном Люблінським у Новограді-Волинському 1823 року. Намагаючись зібрати в єдине ціле всі опозиційні сили, у вересні 1825 року Товариство об'єднаних слов'ян об'єдналося з Південним товариством, перетворившися на його філію.
Поряд з декабристськими товариствами в Україні у 1821-1825 роках існувало Малоросійське таємне товариство на чолі з відомим масоном Василем Лукашевичем. Він входив також до ТОС і Союзу благоденства.

## Програмні документи
Декабристи надавали великого значення створенню конституційних проєктів. Складені декабристами програмні документи виявляють глибокі ідейні протиріччя в їх середовищі.

### Конституція Микити Муравйова
Проєкт конституції Північного товариства передбачав перетворення Росії на конституційну монархію, федерацію 15 держав. Передбачалася також скасування кріпосного права на умовах наділення селян землею з розрахунку 2 десятини на двір. Закріплювалося велике землеволодіння.

### Руська правда П.І.Пестеля
Пестель виступав проти федеративного устрою держави, був прихильником єдиної централізованої республіки. Самодержавство мало бути ліквідоване. Проголошувалося повне знищення кріпацтва. Пестель високо цінував особисту свободу людини. Визволення селян без землі, тобто надання їм тільки особистої свободи, вважав уявним визволенням. Пропонував визволення селян з землею.

## Повстання 14 грудня 1825 р
Після тривалих дискусій Південне і Північне товариства визначили час спільного виступу — літо 1826 року (цар мав прибути на військові маневри в Україну). Але несподівана смерть Олександра I у Таганрозі (листопад 1825), невизначеність у питанні успадкування російського престолу (зречення Костянтина від престолу, яке імператорська родина зберігала в таємниці) підштовхнули змовників до негайних дій.
14 (26) грудня 1825 року у день присяги військ та Сенату на вірність новому цареві, Миколі I, члени Північного товариства організували в Петербурзі повстання. Відповідно до плану, передбачалися дії у трьох напрямах: 1)захоплення Зимового палацу та арешт царської родини; 2) оволодіння Петропавлівською фортецею, що тримала центр Петербурга під прицілами своїх гармат; 3) встановлення контролю за діями Сенату, оголошення Маніфесту до народів Росії, у якому повідомлялося про повалення царського режиму та програма майбутніх суспільних реформ: знищення кріпацтва, ліквідацію рекрутства, проголошення громадянських свобод і скликання Установчих зборів.
З самого початку свого здійснення план зазнав невдачі. Сенатори рано-вранці присягнули імператору і роз'їхалися по домівках. Першим прибув на Сенатську площу лейб-гвардії Московський полк на чолі з О. О. Бестужевим та його братом М. О. Бестужевим, пізніше — рота лейб-гренадерів під проводом О. М. Сутгофа, потім гвардійський морський екіпаж під керівництвом М. О. Бестужева і А. П. Арбузова, значна частина лейб-гренадерів на чолі з М. О. Пановим. Всі були зі зброєю, але артилерії не було. Народ, який зібрався на площі (декілька десятків тисяч людей), співчував повстанцям. Повстанці (понад 3 тис. солдатів на чолі з 30 офіцерами) чекали появи С. П. Трубецького, обраного диктатором, але він не з'явився. Декабристи діяли нерішуче, втрачаючи ініціативу і час. О. І. Якубович і О. М. Булатов, боячись пролиття крові, не наважилися зі своїми збройними формуваннями на захоплення Зимового палацу та Петропавлівської фортеці. Був обраний новий диктатор  — князь Євген Оболенський, який тричі намагався (марно) зібрати військову раду.
Микола I перехопив ініціативу — повстанців оточили урядові війська. У їхньому розпорядженні були 36 гармат і кавалерія. Микола I віддав наказ стріляти по повстанцях картеччю. До вечора повстання було придушене. 14 грудня 1825 року загинули 1271 осіб, з них жінок — 9, дітей — 19, мешканців міста — 903.

## Повстання Чернігівського полку
Намагаючись виправити становище та продовжити боротьбу, 29 грудня 1825 року члени Васильківської управи С. І. Муравйов-Апостол і М. П. Бестужев-Рюмін підняли повстання Чернігівського піхотного полку в с. Триліси поблизу Василькова на Київщині. Проте вже 3 січня 1826 року біля с. Ковалівки повстанці зазнали поразки в бою з переважаючими силами лояльних Миколі I військ.

## Слідство і суд над декабристами
У ніч на 15 (27) грудня 1825 року у Петербурзі розпочалися арешти.
579 чоловік були притягнуті до слідства в справі декабристів. Слідчі та судові процедури відбувалися у глибокій таємниці.
За підрахунками Б. Л. Модзалевського і А. А. Сіверса, з 579 осіб, залучених до слідства у справі декабристів, повністю виправдали половину — 290 (34 особи звільнені з виправдувальними атестатами, 115 осіб визнані такими, що не належали до таємних товариств, відомості про 120 осіб комітет залишив «без уваги», 10 осіб згадані в ході слідства через непорозуміння, 11 були донощиками). З решти 289 осіб були визнані винними 131 чоловік.
1 липня 1826 року організовано Верховний кримінальний суд для винесення вироку учасникам повстання. Суд сформував з числа своїх членів ревізійну комісію на чолі зі М. Сперанським для перевірки матеріалів слідства. Комісія розробила 11 розрядів злочинів. Верховному кримінальному суду підлягали 121 осіб. 117 визнали свою провину, 4 — не визнали (М. І. Тургенєв, князь Ф. П. Шаховський, М. Р. Цебріков, О. Ю. Горський — останній не ввійшов до жодного розряду і засуджений не був).
5 декабристів були страчені: (П. І. Пестель, С. І. Муравйов-Апостол, М. П. Бестужев-Рюмін , П. Г. Каховський, К. Ф. Рилєєв. 88 декабристів заслано на каторгу, 18 — на поселення, один — на життя в Сибір, 4 — у фортечні роботи, 15 — розжалувані в солдати, 124 — переведені в інші полки або місця служби, віддані під нагляд поліції або для подальшого слідства, 4 — вислані за кордон, доля 9 осіб залишилася невизначеною, а 21 особа померли до або під час слідства.
Солдати (понад 1000 осіб) були покаранні шпіцрутенами і переведені в інші полки. На Кавказ відправили весь штрафний Чернігівський полк.

## Причини поразки декабристів
1. Відсутність єдиного центру і керівництва повстанським рухом.
2. Непідготовленість виступів.
3. Повільність і нерішучість у діях повсталих.
4. Відсутність єдності у лавах декабристів, розбіжності у їхніх поглядах.
5. Відсутність підтримки з боку народних мас.

## Декабристський рух в Україні
Українці (брати Муравйов-Апостол Іполіт Іванович, Муравйов-Апостол Матвій Іванович, Муравйов-Апостол Сергій Іванович, брати Борисови, Волконський Сергій Григорович, Люблінський Юліан Казимирович, Горбачевський Іван Іванович та інші) виявились найактивнішими ідеологами й учасниками декабристського руху. Саме у Тульчині й Києві розроблено, обговорено і затверджено один з програмних документів декабристів Руську Правду, яка є першим проєктом новітньої конституційної думки на українських землях.

## Історичне значення повстання декабристів
1. Повстання декабристів було першим організованим виступом озброєної опозиції проти самодержавства в Росії.
2. Це була перша спроба знищення самодержавства дворянами, що були його опорою
3. Ідеї декабристів, що особливо стосуються прав народу про вільне життя, вплинули на формування і розвиток українського визвольного руху.

## Відео
- Декабристи: український слід. Суспільний університет. Перший Національний. 17 жовтня 2016 р. [Архівовано 13 січня 2022 у Wayback Machine.]
- Декабристи-українці: революціонери за століття до революції // Історія без міфів